# クォーサーエンジン
クォーサーエンジン（英: QUASAR Engine）とは、イタリアのオートバイメーカーピアッジオが製造するエンジンである。排気量250ccから300ccの車両に搭載される。
現在では、キャブレターからインジェクション化され、パワフルな走りと安定した加速などが高く評価されているエンジンである。

## 主な搭載バイク
- ベスパ250ie
- ベスパ300ie
- アプリリア・スカラベオ250ie
- アプリリア SR Max 300
- マラグーティ・マディソン3
- ジレラ ネクサス250ie
- デルビ ランブラ250i